# 아다모 나갈로
아다모 나갈로(프랑스어: Adamo Nagalo, 2002년 9월 22일 ~ )는 에레디비시 클럽 PSV에서 센터백으로 활약하고 있는 부르키나파소의 프로 축구 선수이다. 코트디부아르에서 태어난 그는 부르키나파소를 대표하여 국가대표로 활약하고 있다.

## 구단 경력

### 노르셸란
코트디부아르 아자메 출신인 나갈로는 가나의 라이트 투 드림 아카데미에 소속되어 있다가 2020년 여름에 노르셸란에 입단했다. 나갈로는 2021년 3월 12일, 덴마크 수페르리가의 륑비와의 경기에서 다니엘 스벤손과 교체되어 프로 데뷔 전을 치르기 전까지 U-19 클럽 대표팀에서 세 차례 출전했다. 18세의 나갈로는 2020-21년 시즌에 노르셸란에서 총 여섯 번의 리그 경기에 출전했다.
2021-22년 시즌을 앞두고 나갈로는 1군 팀으로 영구적으로 승격되었다.

### PSV
2024년 9월 2일, 나갈로는 네덜란드 클럽 PSV와 5년 계약을 체결했다.

## 국가대표팀 경력
코트디부아르에서 태어난 나갈로는 부르키나파소 출신이다. 그는 2022년 9월에 부르키나파소 국가대표팀에 소집되어 친선 경기를 치렀다. 그는 2022년 11월 19일, 코트디부아르와의 친선 경기에서 2-1로 승리한 부르키나파소 국가대표팀에 데뷔했다.
2023년 12월 20일, 그는 위베르 벨뤼가 선정한 부르키나파소 선수 27명 중 2023년 아프리카 네이션스컵에 출전할 선수로 선정되었다.